# Retour (film)
Pour les articles homonymes, voir Retour, Le Retour et Coming Home.
Pour plus de détails, voir Fiche technique et Distribution.
Retour (Coming Home), ou Le Retour au Québec, est un film américain réalisé par Hal Ashby sorti en 1978.

## Synopsis
Le mari de Sally part à la guerre du Viêt Nam. Pour se rendre utile, elle décide de s'engager comme bénévole à l'hôpital des vétérans. Elle y retrouve Luke, son amour de lycée, devenu paraplégique. 
Alors que son mari est toujours au front, la flamme se rallume entre Sally et Luke, qui retombent peu à peu amoureux l'un de l'autre. 
Sally s'éloigne alors progressivement de l'amour qu'elle éprouve envers son mari. Que va-t-il se passer quand ce dernier reviendra du Viêt Nam ?

## Fiche technique
- Titre français : Retour
- Titre québécois : Le Retour
- Titre original : Coming Home
- Réalisation : Hal Ashby
- Scénario : Robert C. Jones, Waldo Salt d'après un sujet de Nancy Dowd
- Direction de la photographie : Haskell Wexler
  - Cadreur : Don Thorin
- Montage : Don Zimmerman
- Décors : Michael Haller
  - Décorateur de plateau : George Gaines
- Costumes : Ann Roth
- Production : Jerome Hellman et Bruce Gilbert producteur associé
- Société de production : Jerome Hellman Productions, Jayne Productions Inc.
- Société de distribution : United Artists
- Pays de production :  États-Unis
- Langue originale : anglais
- Genre : drame
- Format : couleur - 35 mm - 1,85 : 1 - son mono
- Durée : 127 minutes
- Dates de sortie :
  - États-Unis : 15 février 1978
  - France : 14 juin 1978
- Affiche : Jouineau Bourduge (France)

## Distribution
- Jane Fonda : Sally Hyde
- Jon Voight (VF : Francis Lax) : Luke Martin
- Bruce Dern (VF : Marc de Georgi) : capitaine Bob Hyde
- Penelope Milford : Vi Munson
- Robert Carradine : Bill Munson
- Robert Ginty : sergent Dink Mobley
- Mary Gregory : Martha Vickery
- Kathleen Miller (en) : Kathy Delise
- Beeson Carroll : capitaine Earl Delise
- Willie Tyler : Virgil
- Louis Carello : Bozo
- Charles Cyphers : Pee Wee
- Olivia Cole : Corrine
- Tresa Hughes : Nurse Degroot
- Bruce French : Dr Lincoln
- Mary Jackson : Fleta Wilson
- Tim Pelt : Jason
- Richard Lawson : Pat
- Rita Taggart : Johnson
- Claudie Watson : Bridges
- Sally Frei : Connie
- Pat Corley : Harris
- David Clennon : Tim

## Musique
Le film utilise de nombreuses chansons préexistantes :
- The Beatles : Hey Jude, Strawberry Fields Forever
- Big Brother and The Holding Company feat. Janis Joplin : Call On Me
- Tim Buckley : Once I Was
- Buffalo Springfield : Expecting To Fly, For What It's Worth
- Chambers Brothers : Time Has Come Today
- Bob Dylan : Just Like a Woman
- Aretha Franklin : Save Me
- Richie Havens : Follow
- Jimi Hendrix : Manic Depression
- Jefferson Airplane : White Rabbit
- The Rolling Stones : Out Of Time, No Expectations, Jumpin' Jack Flash, My Girl, Ruby Tuesday, Sympathy For the Devil
- Simon and Garfunkel : Bookends
- Steppenwolf : Born To Be Wild

## Box-office
- Recettes : 32 653 905 $

## Distinctions

### Récompenses
- Festival de Cannes 1978 : prix d'interprétation masculine pour Jon Voight
- Oscars 1979 :
  - Meilleur acteur pour Jon Voight
  - Meilleure actrice pour Jane Fonda
  - Meilleur scénario original

### Nominations et sélections
- Festival de Cannes 1978 : sélection officielle, en compétition pour la Palme d'or
- Oscars 1979 :
  - Meilleur film
  - Meilleur acteur dans un second rôle pour Bruce Dern
  - Meilleure actrice pour Jane Fonda
  - Meilleur réalisateur pour Hal Ashby
  - Meilleur montage

## Autour du film
- Coming Home fut une des premières œuvres cinématographiques américaines à aborder le problème des traumatismes subis par des militaires américains engagés dans la guerre du Viêt Nam[1],[2].
- Hal Ashby s'est associé pour la réalisation de ce film à Jane Fonda, à la fois actrice et productrice et très engagée publiquement contre cette guerre. Coauteur, avec l'opérateur Haskell Wexler, d'un documentaire consacré à ce sujet (Introduction to the Enemy), Jane Fonda participera également au scénario, dont l'histoire est partiellement inspirée de la vie de Ron Kovic : Jane Fonda indique ainsi dans ses mémoires : « Je revois Ron devant le micro, enragé dans son fauteuil roulant, insistant, précis, nous racontant comment il avait cru à cette guerre [...] et comment, à son retour, dans des hôpitaux infestés par les rats et manquants de personnel, il avait compris qu'il avait été utilisé puis rejeté. »[2].
- Ce film lança la mode des films sur la guerre du Viêt Nam, il sera suivi de Voyage au bout de l'enfer, Apocalypse Now, Full Metal Jacket et Platoon qui auront plus de succès[1],[2],[3].
- Sylvester Stallone était à l'origine un des acteurs pressentis pour incarner le rôle de Luke Martin, mais était occupé. Jon Voight obtient le rôle principal[3].